# Atic Atac
Atic Atac est un jeu vidéo d’action-aventure développé et publié par Ultimate Play the Game  sur ZX Spectrum et BBC Micro en 1983. Le jeu se déroule dans un château que le joueur doit explorer afin de retrouver la « Golden Key of ACG ». Pour cela, le joueur doit déverrouiller des portes et éviter des ennemis. Le jeu a été programmé par Chris Stamper et ses graphismes ont été conçus par Tim Stamper. À sa sortie, le jeu reçoit un accueil plutôt positif de la presse spécialisée, les critiques saluant notamment ses graphismes et son système de jeu. En 2015, le jeu a été republié dans une compilation publiée sous le titre Rare Replay sur Xbox One. 

## Accueil
| Atic Atac                |      |       |
| Média                    | Pays | Notes |
| Crash Magazine           | US   | 92%   |
| Computer and Video Games | US   | 9/10  |
| Eurogamer                | US   | 8/10  |